# Bolshoi Island
Bolshoi Island ist eine kleine unbewohnte Insel der Bolshoi Islands, die zu den Andreanof Islands der Aleuten gehören. Die Inseln liegen in der Nazan Bay von Atka Island.